# Angela Vinay
(Angela Vinay, Michel Boisset)
Angela Vinay (Pavia, 9 giugno 1922 – Montichiari, 28 maggio 1990) è stata una bibliotecaria italiana, ideatrice e promotrice del Servizio bibliotecario nazionale.

## Inizio carriera
Moglie di Gustavo Vinay, inizia nel 1950 la carriera di bibliotecaria presso la Biblioteca universitaria di Pavia; nel 1956 si trasferisce alla Biblioteca nazionale Vittorio Emanuele II di Roma dove per 20 anni si occupa di ristrutturazione dell'ufficio accessionamento libri, della collocazione dei materiali, dei periodici e della gestione dei magazzini. Nel 1966 organizza un Centro di pronto soccorso per i libri danneggiati dall'alluvione di Firenze che da Firenze venivano trasportati a Roma. Nel 1968 diventa vicedirettrice della biblioteca e ci occupa del suo trasferimento dalla vecchia sede del Collegio Romano alla nuova sede al Castro Pretorio. Si occupa anche del progetto di automazione della biblioteca. Nel 1973 passa alla direzione della Biblioteca universitaria Alessandrina che riorganizza completamente riqualificandone la qualità dei servizi al pubblico.

## Direzione dell'ICCU
Dal 1º luglio 1976 è nominata direttrice dell'Istituto centrale per il catalogo unico delle biblioteche italiane e per l'informazione bibliografica dove avvia il suo progetto di costruzione di un sistema nazionale delle biblioteche.
In collaborazione con le Regioni avvia il progetto di censimento automatizzato delle edizioni italiane del XVI secolo (Edit16).

## Servizio bibliotecario nazionale
Nel 1978 avvia un progetto di automazione delle biblioteche italiane coinvolgendo in una Commissione nazionale bibliotecari di diversi istituti italiani: tra cui Michel Boisset e Corrado Pettenati dell'Istituto europeo di Fiesole, Luigi Crocetti, della Regione Toscana, Susanna Peruginelli della Biblioteca nazionale di Firenze, Tommaso Giordano della Biblioteca della Facoltà di Magistero di Firenze.
Presenta il progetto di Servizio bibliotecario nazionale al 30º Congresso dell'associazione italiana biblioteche del 1982 a Giardini-Naxos, ricevendone l'approvazione da parte della comunità bibliotecaria.  Nel maggio 1984 promuove la sottoscrizione da parte delle Regioni di un Protocollo d'intesa per lo sviluppo del Servizio bibliotecario nazionale, cui aderisce successivamente nel 1992 anche il Ministero dell'Università e della ricerca scientifica e tecnologica. 
Cessa il suo servizio all'ICCU e va in pensione nel 1987.

## Associazione italiana biblioteche
Socia della Associazione dal 1954, ne è Segretaria dal 1957 al 1960, dal 1974 al 1975 è vicepresidente della Sezione Lazio; diviene presidente nazionale dal 25 maggio 1975 al maggio 1981. Dal 1988 ne è socia d'onore. Dal 1982 al 1990 è direttrice del Bollettino d'informazioni.

## Riconoscimenti
- Dal 1989 al 2007 la Fondazione Querini Stampalia ha organizzato dei seminari formativi intitolati a lei centrati sul tema dell'automzione delle biblioteche[10].
- Nel 2000 l'AIB le ha dedicato il volume Angela Vinay e le biblioteche[11]

## Scritti
- Angela Vinay, Note e valutazioni sulla realizzazione del Servizio bibliotecario nazionale, relazione presentata all'assemblea dei soci dell'Associazione italiana biblioteche tenuta a Ravenna il 5 giugno 1989, in ICCU, AIB, "Angela Vinay e le biblioteche, scritti e testimonianze", Roma, ICCU-AIB, 2000, pp. 325–331.
- Angela Vinay, Conclusioni, in La cooperazione: il Servizio bibliotecario nazionale: atti del 30 congresso nazionale dell'Associazione italiana biblioteche, Giardini-Naxos, 21-24 novembre 1982, Messina: Università di Messina, Facoltà di lettere e filosofia, Centro studi umanistici, 1986, pp. 241–246.
- Angela Vinay, L'Archivio nazionale del libro e la conservazione del materiale contemporaneo in "Bollettino dell'Istituto centrale per la patologia del libro Alfonso Gallo", 41 (1987), p. 103-108
- Angela Vinay, Problemi di un sistema nazionale, in Lo sviluppo dei sistemi bibliotecari, atti del convegno di Monza, 25-27 ottobre 1979, a cura di Massimo Belotti e Giuseppe Colombo, Milano, Mazzotta, 1980, pp. 68–79.
- Angela Vinay, Il sistema bibliotecario italiano e i programmi di cooperazione internazionale, in "Il Comune democratico", 33 (1978), n. 10, pp. 41–44.
- Angela Vinay e Mario Piantoni, Note illustrative al progetto di automazione della gestione e della ricerca documentaria presso la Biblioteca nazionale di Roma, in AIB, "Bollettino d'informazioni", 11 (1971), n. 1/2, pp. 136–150.

Una lista completa delle sue opere si trova in Bibliografia degli scritti di Angela Vinay, a cura di Daniela Gigli, in AIB2000, pp. 23-32.